# زنان پرده‌نشین و نخبگان جوشن‌پوش
زنان پرده‌نشین و نخبگان جوشن‌پوش کتابی است نوشته فاطمه مرنیسی نویسنده مراکشی کتابی فمینیستی دربارهٔ حقوق زنان که ترجمه فارسی آن توسط ملیحه مغازه‌ای در سال ۱۳۸۰ در ایران منتشر شد.
مرنیسی با ارجاع به تاریخ صدر اسلام و تلاش پیامبر اسلام برای ایجاد جامعه ای که از برده داری و تبعیض جنسی به دور و در آن برابری حاکم باشد، به بررسی این موضوع می‌پردازد که آیا اسلام اصولاً با حقوق زنان مخالف است یا خیر؟

نویسنده در این کتاب تأکید می‌کند آنچه سبب شده‌است که زنان از حقوق خود محروم بمانند منافع اقتصادی و سیاسی نخبگان است نه دستورهای مذهبی. به گزارش بی‌بی‌سی، بعضی از کارشناسان معتقدند که این کتاب می‌تواند مرجعی برای زنان مسلمان باشد که از یک سو برای گرفتن حقوق کامل خود و از سوی دیگر برای دستیابی به سنت و مذهب الهام‌بخش تلاش می‌کنند.
این کتاب به دستور سعید مرتضوی جمع‌آوری شد.